# Кудинско језеро
Кудинско језеро (рус. Кудинское озеро) моренско је језеро на северозападу Тверске области, у европском делу Руске Федерације. Налази се на подручју Торопечког рејона на рубним деловима Валдајског побрђа. Кроз језеро протиче река Торопа која га уједно повезује са басеном Западне Двине.
Површина језерске акваторије је 7,8 км², максимална дужина је 4,5 км, ширина до 2,6 км. Дужина обалске линије језера је 15,5 километара, максимална дубина до 3,5 метара (у просеку 2,1 метар). Површина језера лежи на надморској висини од 179 метара.
Језеро се налази на око 4 километра североисточно од града Торопеца, има округлу форму и познато је по неколико мањих острва. Његове обале су доста високе и популарна су места за рекреацију.